# Große Peruanische Vespermaus
Die Große Peruanische Vespermaus (Calomys sorellus) ist ein in den peruanischen Anden endemisches Nagetier in der Gattung der Vespermäuse. Die Population wurde zeitweilig in die Zierliche Peruanische Vespermaus (Calomys lepidus) eingeordnet.

## Merkmale
Trotz ihres Namens ist die Art mit einer durchschnittlichen Gesamtlänge von 148 mm ein mittelgroßer Gattungsvertreter. Davon nimmt der Schwanz etwa 45 Prozent ein. Typisch ist langes und seidenweiches Fell, das oberseits graubraun bis dunkelbraun ist. Zusätzlich sind einige schwarze Haare eingemischt und die Flanken sind etwas heller. An der Schnauze kommen ockerfarbene Töne vor und eine gelbbraune Linie bildet die Grenze zur weißlichen Unterseite. Unterseits sind die Haare an den Wurzeln aschgrau und an den Spitzen weiß. Diese Vespermaus hat braune Ohren von durchschnittlich 17 mm Länge sowie einen weißen Fleck hinter jedem Ohr. Im vorderen Bereich tragen die Sohlen wenige Haare. Der Schwanz ist deutlich in eine braune Oberseite, die nach hinten dunkler wird, und eine weiße Unterseite aufgeteilt. Weibchen besitzen vier Zitzen. An den oberen Schneidezähnen ist orange Zahnschmelz vorhanden. Als Anpassung an das Leben im Hochgebirge sind der Hämatokrit-Wert und der Myoglobin-Anteil im Blut sehr hoch. Bis auf wenige Ausnahmen wird der diploide Chromosomensatz aus 64 Chromosomen (2n=64) gebildet.
Diese Vespermaus wird ohne Schwanz 70 bis 89 mm lang, die Schwanzlänge liegt bei 43 bis 67 mm und das Gewicht beträgt 14,5 bis 19 g. Es kommen 18 bis 23 mm lange Hinterfüße und 16 bis 19 mm lange Ohren vor.

## Verbreitung und Lebensweise
Die Große Peruanische Vespermaus lebt in großen Teilen der peruanischen Anden etwa von Trujillo bis zur südlichen Landesgrenze. Sie hält sich zwischen 2000 und 4600 Meter Höhe auf. Als Habitat dienen Wälder mit Bäumen der Gattung Polylepis (Rosengewächse), andere Bergwälder, Strauchflächen, Bergwiesen, Weiden und Ackerland. Die Art ist ein typischer Bewohner der Hochgrassteppe Puna und besucht gelegentlich die Loma-Formation.
Die Exemplare sind vorwiegend in der Zeit von 19 bis 22 Uhr aktiv. Die Nahrung besteht aus Pflanzensamen und Insekten. Trächtige Weibchen oder Weibchen mit aktiven Milchdrüsen mit 2 oder 4 Embryos beziehungsweise Nachkommen sind aus dem August sowie September bekannt.

## Gefährdung
Aufgrund fehlender Bedrohungen und einer stabilen Gesamtpopulation wird die Große Peruanische Vespermaus von der IUCN als nicht gefährdet (least concern) gelistet.